# Патака Макао
Пата́ка (кит.: 澳門圓, порт. pataca macaense) — грошова одиниця спеціального адміністративного району Аоминь (Макао) Китайської Народної Республіки. Код валюти: MOP. Загальновживаним є скорочення MOP$. Подіяляється на 100 аво (порт. avo). Сума в 10 аво на китайській носить неофіційну назву «хо» (毫, hao). Кредитно-грошову політику району здійснює Управління грошового обігу Аоминю.

## Етимологія
Слово «патака» походить від назви раніше поширеної в Азії срібної монети — мексиканського песо (вісім реалів), відомою в португальській мові під ім'ям «pataca mexicana».

## Історія

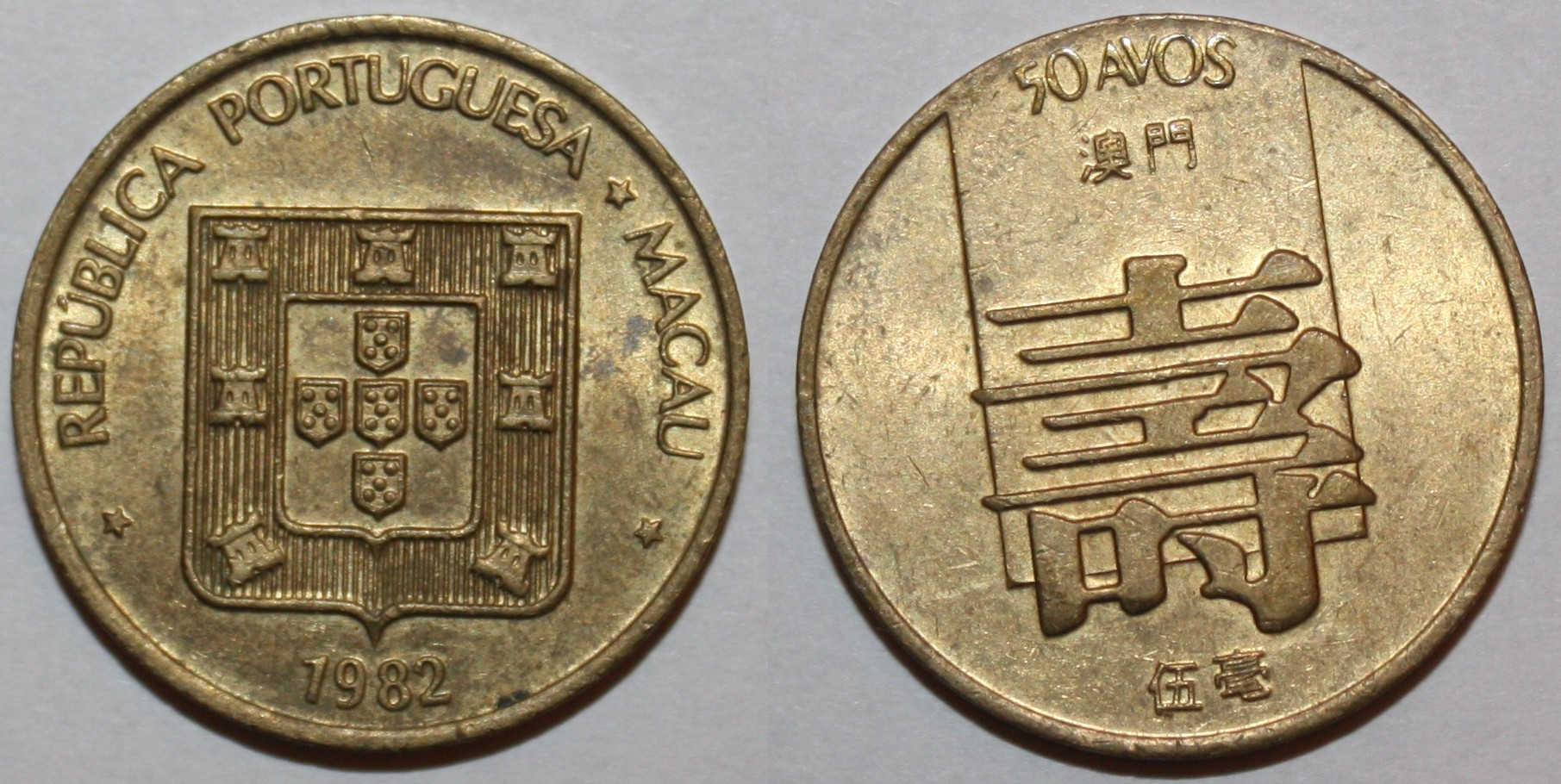
50 аво, 1982
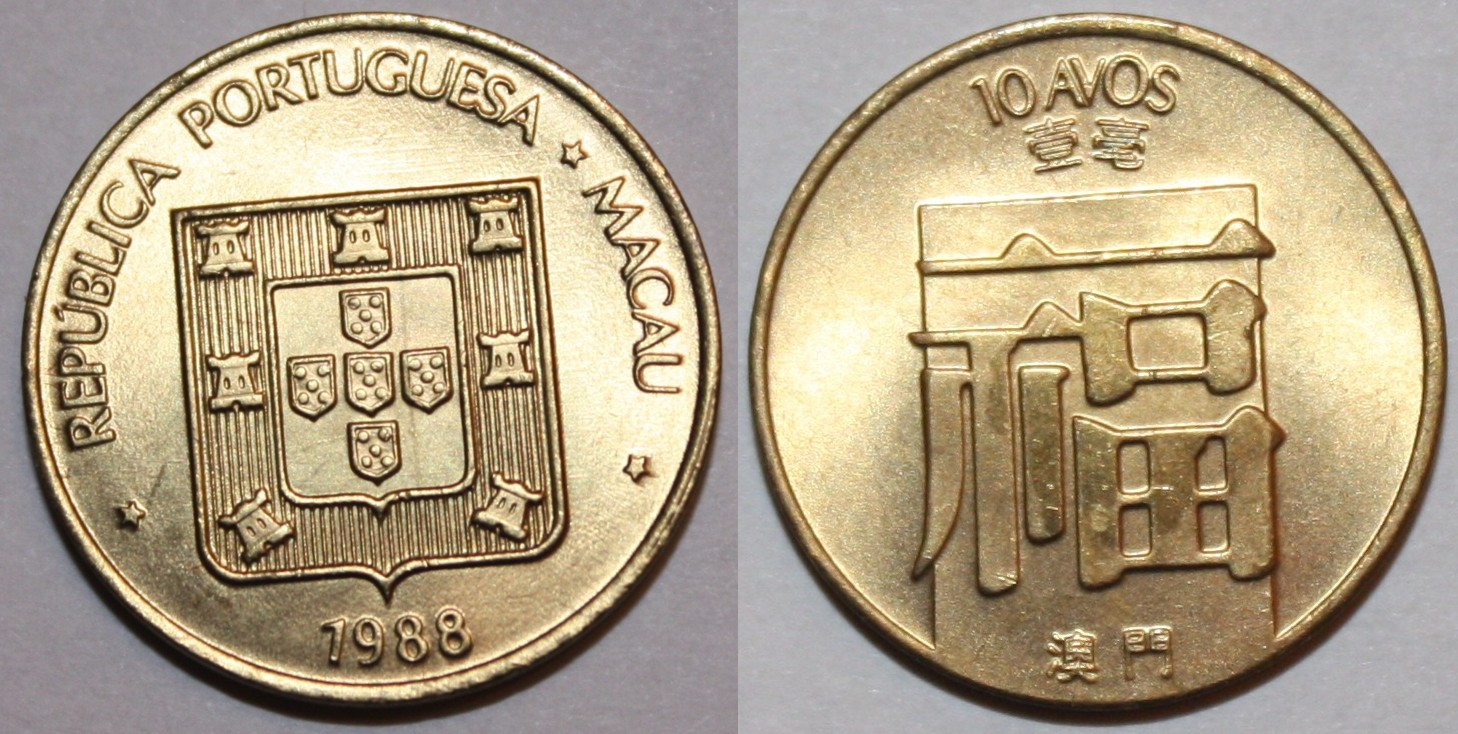
10 аво, 1988
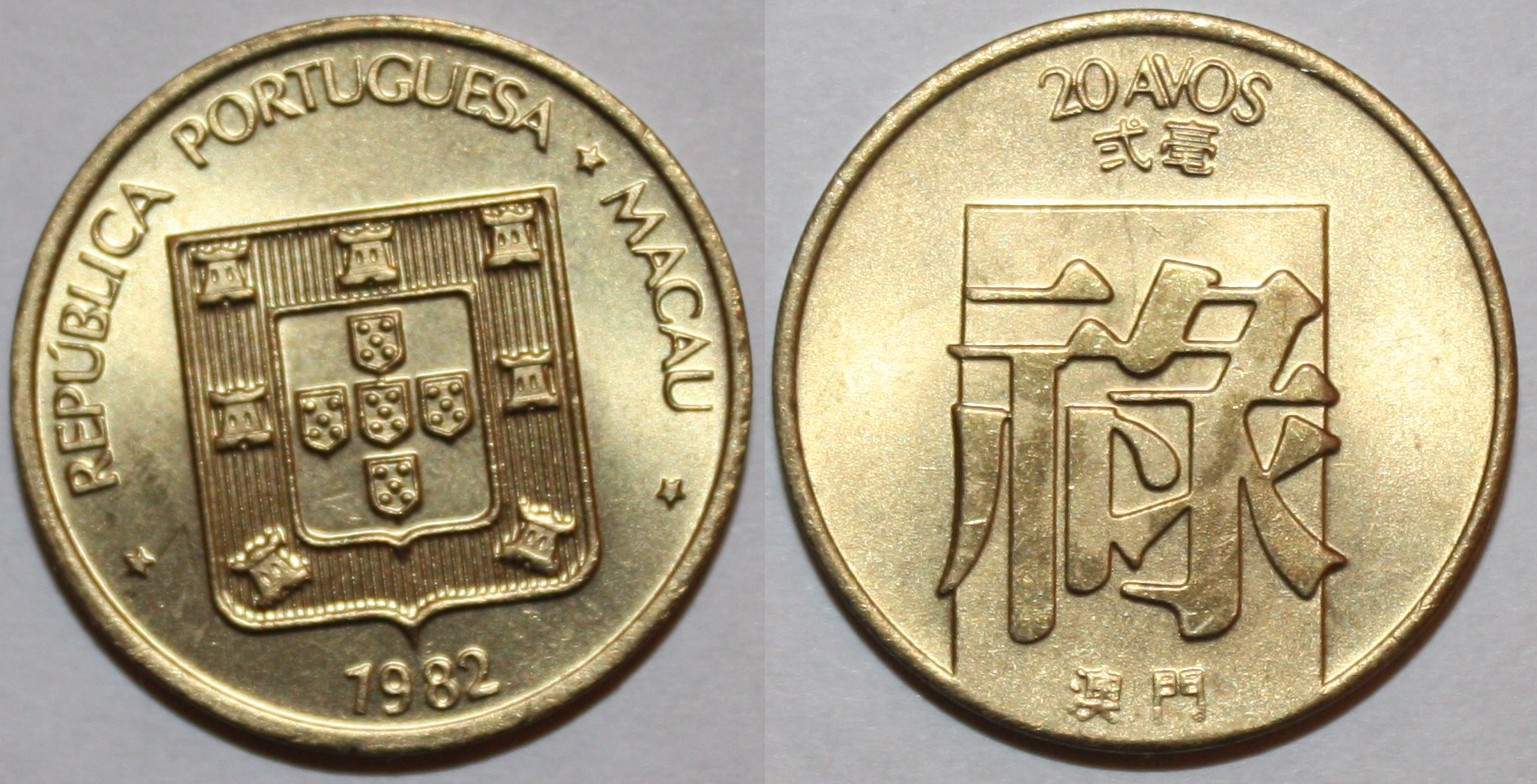
20 аво, 1982

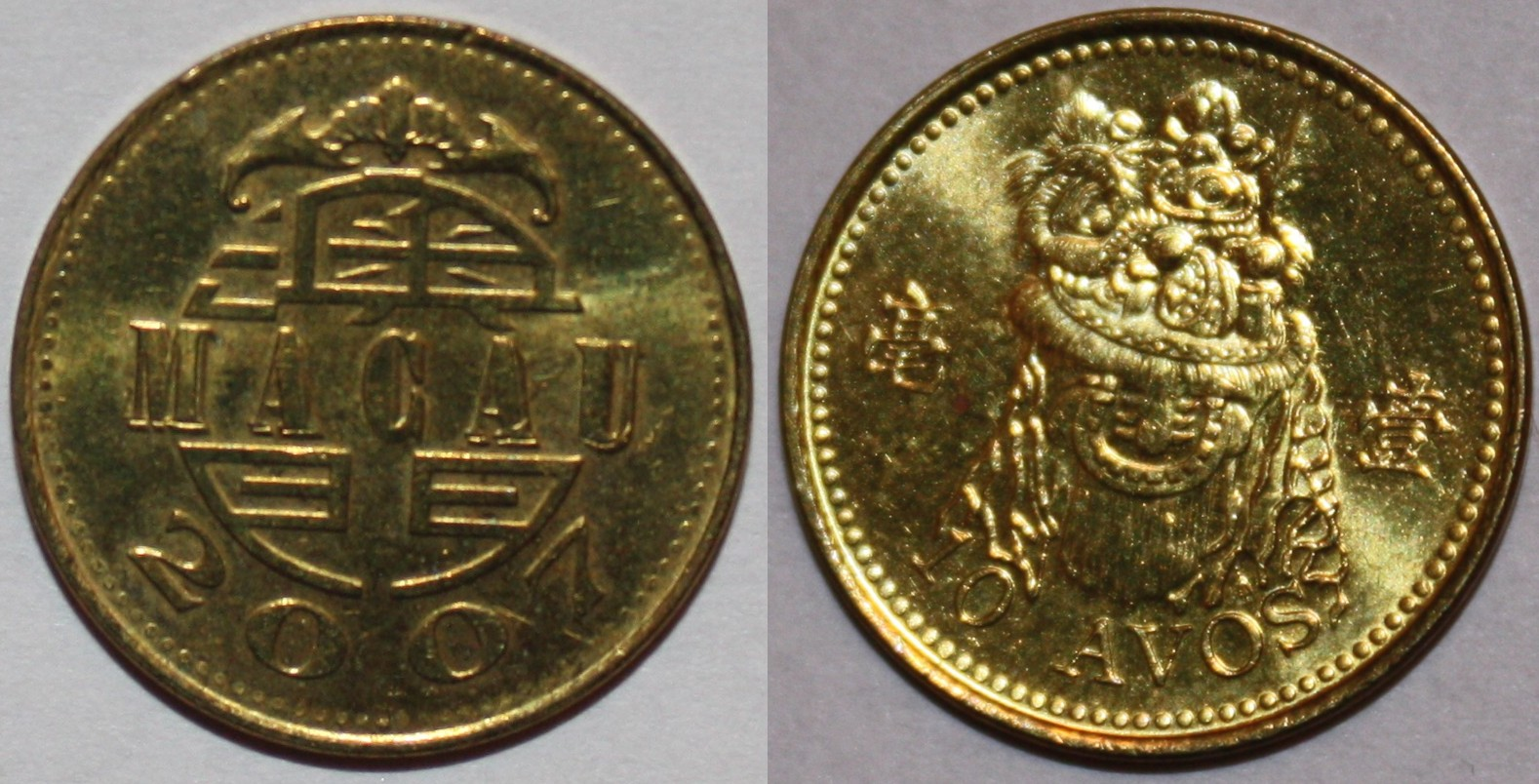
10 аво, 2007
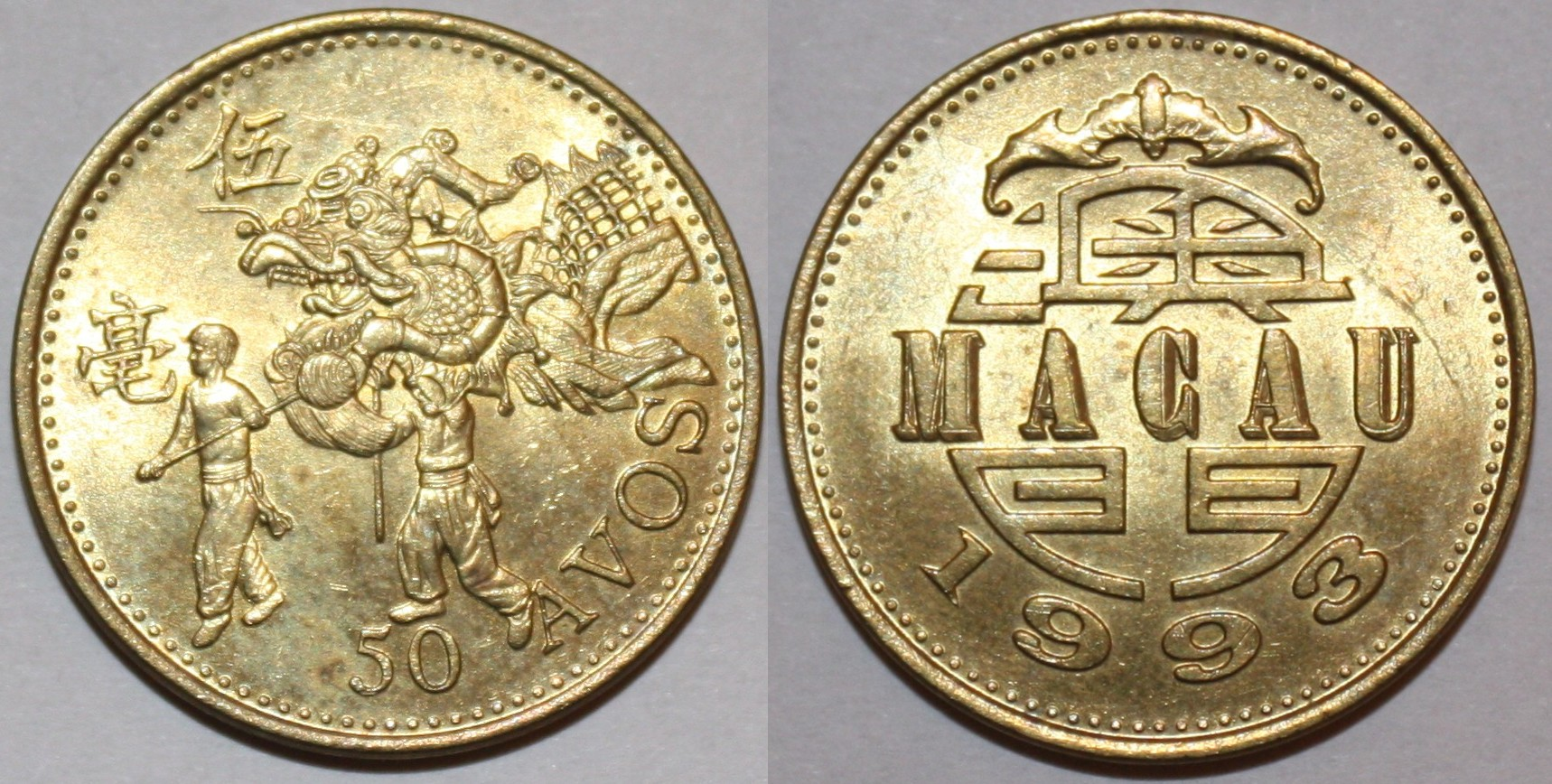
50 аво, 1993
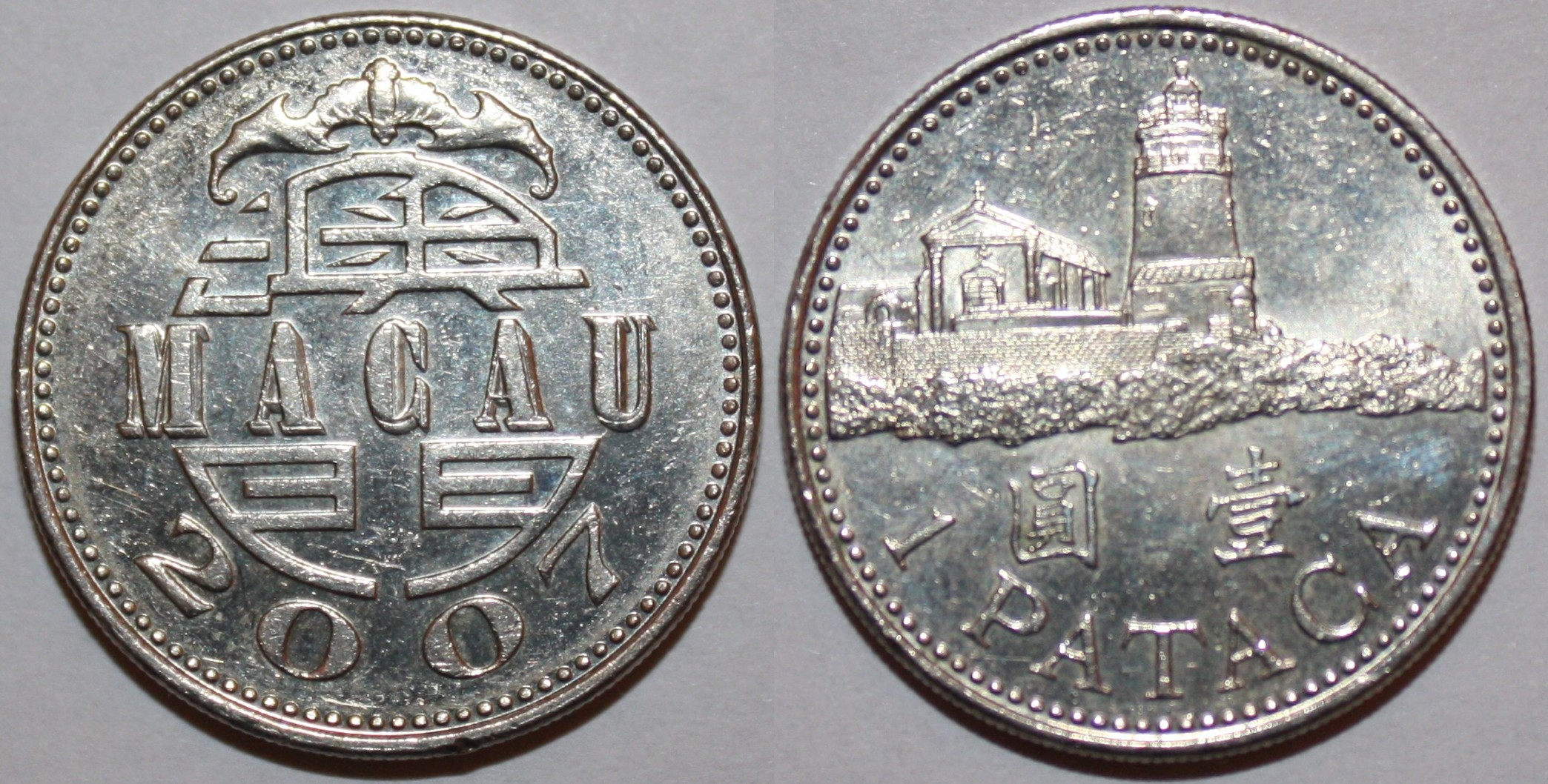
1 патака, 2007
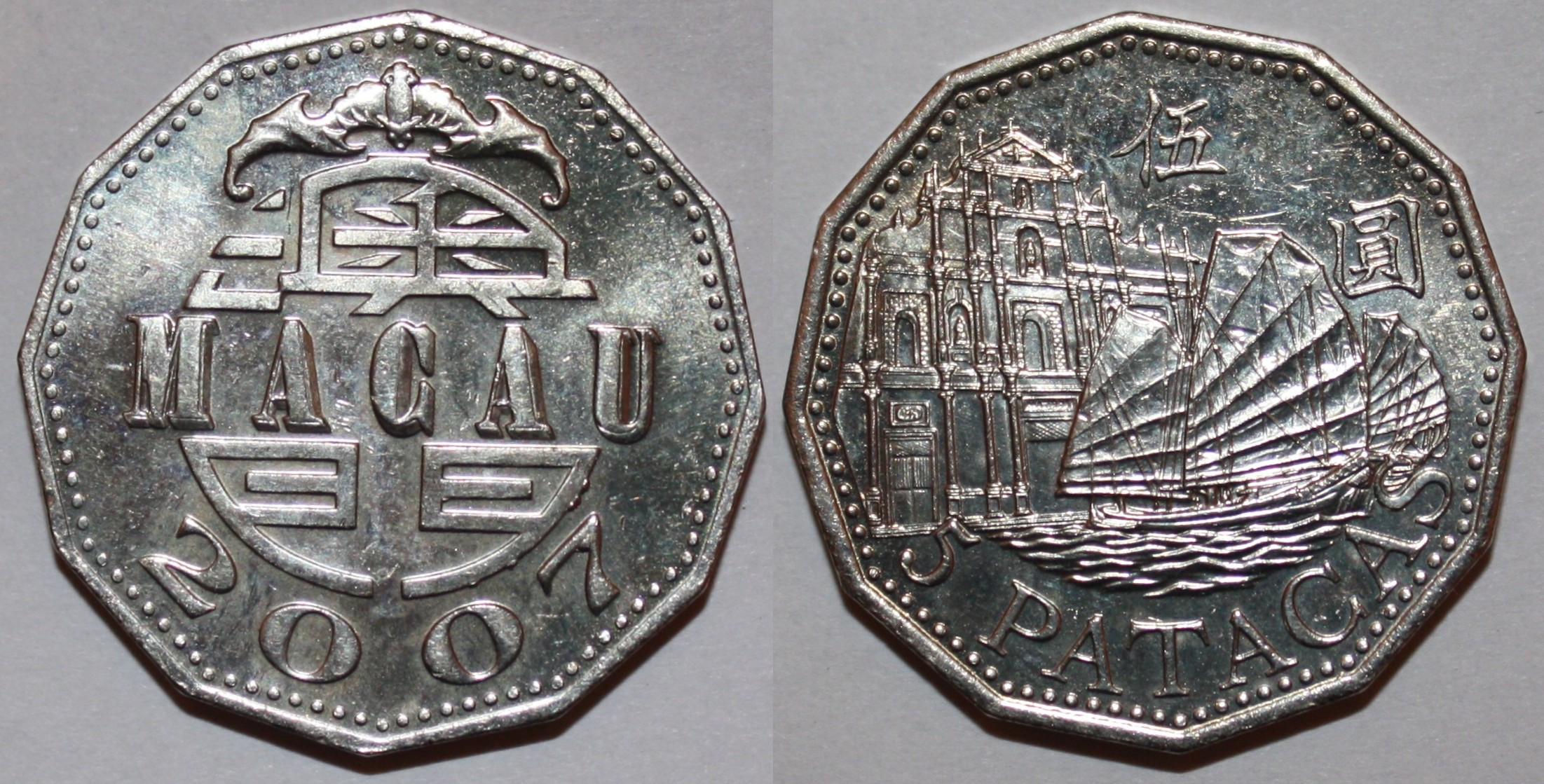
5 патак, 2007

Патака введена в 1894 році по співвідношенню 1 патака = 0,45 португальського мільрейса.
У 1902 році в Макао відкрито агентство португальського Національного заморського банку. У 1905 році банк отримав виняткове право на випуск банкнот в патаках. Випуск банкнот в обіг початий 27 січня 1906 року.
У 1920–1940 роках різні банки Макао випускали чеки на пред'явника з вказівкою номінала в доларах (рідше — в юанях або патаках). В період японської окупації емісія агентства Національного заморського банку продовжувалася під контролем окупаційних властей.
У 1945 році агентство знов перейшло під контроль Португалії, були випущені банкноти нового зразка.
У 1980 році створений Емісійний інститут Макао, якому передано право емісії. Національний заморський банк продовжив випуск банкнот як агент Емісійного інституту.
За китайсько-португальською угодою в жовтні 1995 року Банк Китаю став другим банком, що має право емісії патаки (50% емісій).
Після передачі Аоминя Китаю створено Управління грошового обігу Аоминю (підрозділ адміністрації району).
У обігу знаходяться монети в 10, 20, 50 аво, 1, 2, 5 і 10 патак і банкноти в 10, 20, 50, 100, 500 і 1000 патак. Монети випускаються урядом Аоминю, банкноти — Національним заморським банком і Банком Китаю.

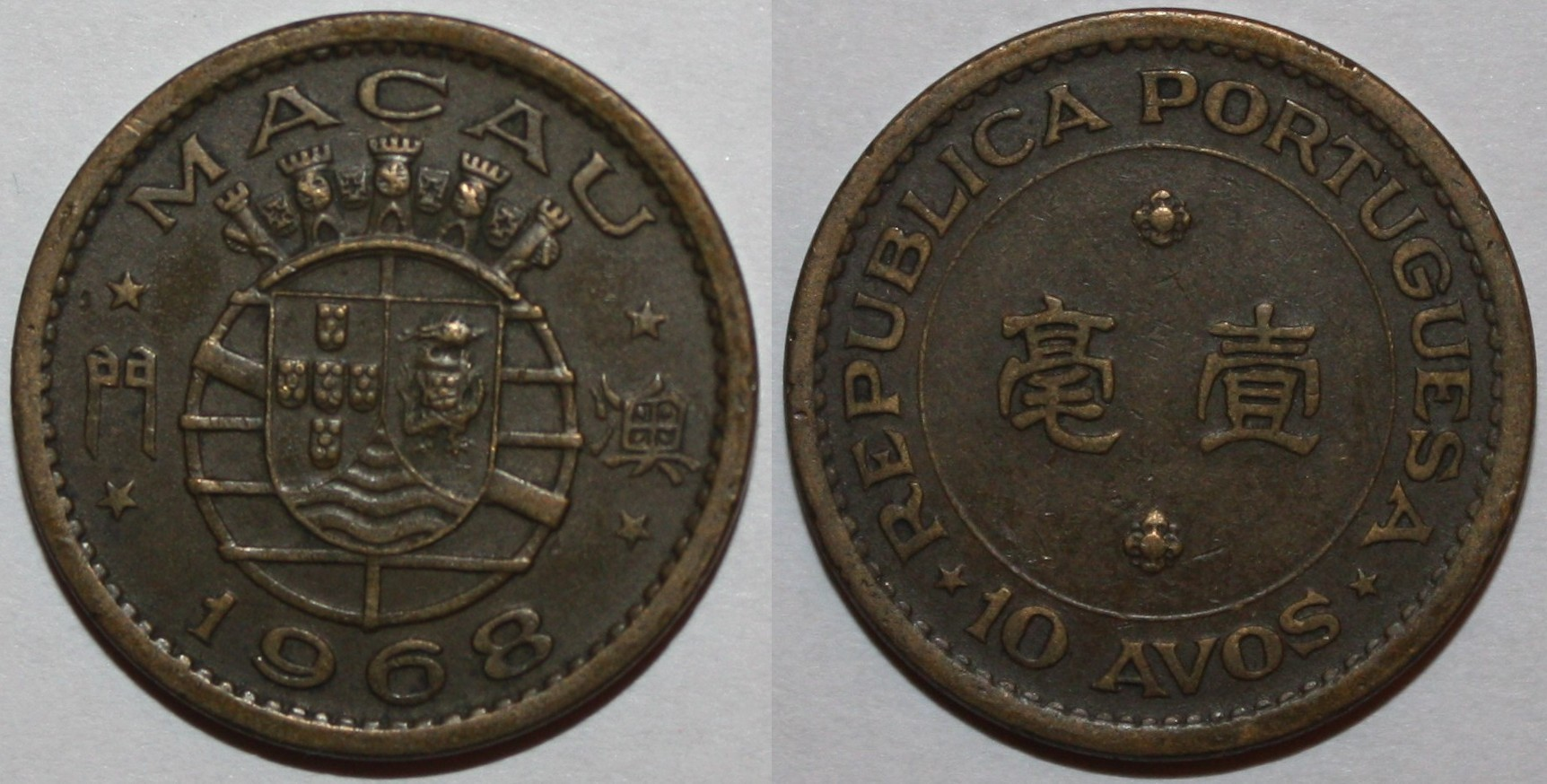
10 аво, 1968
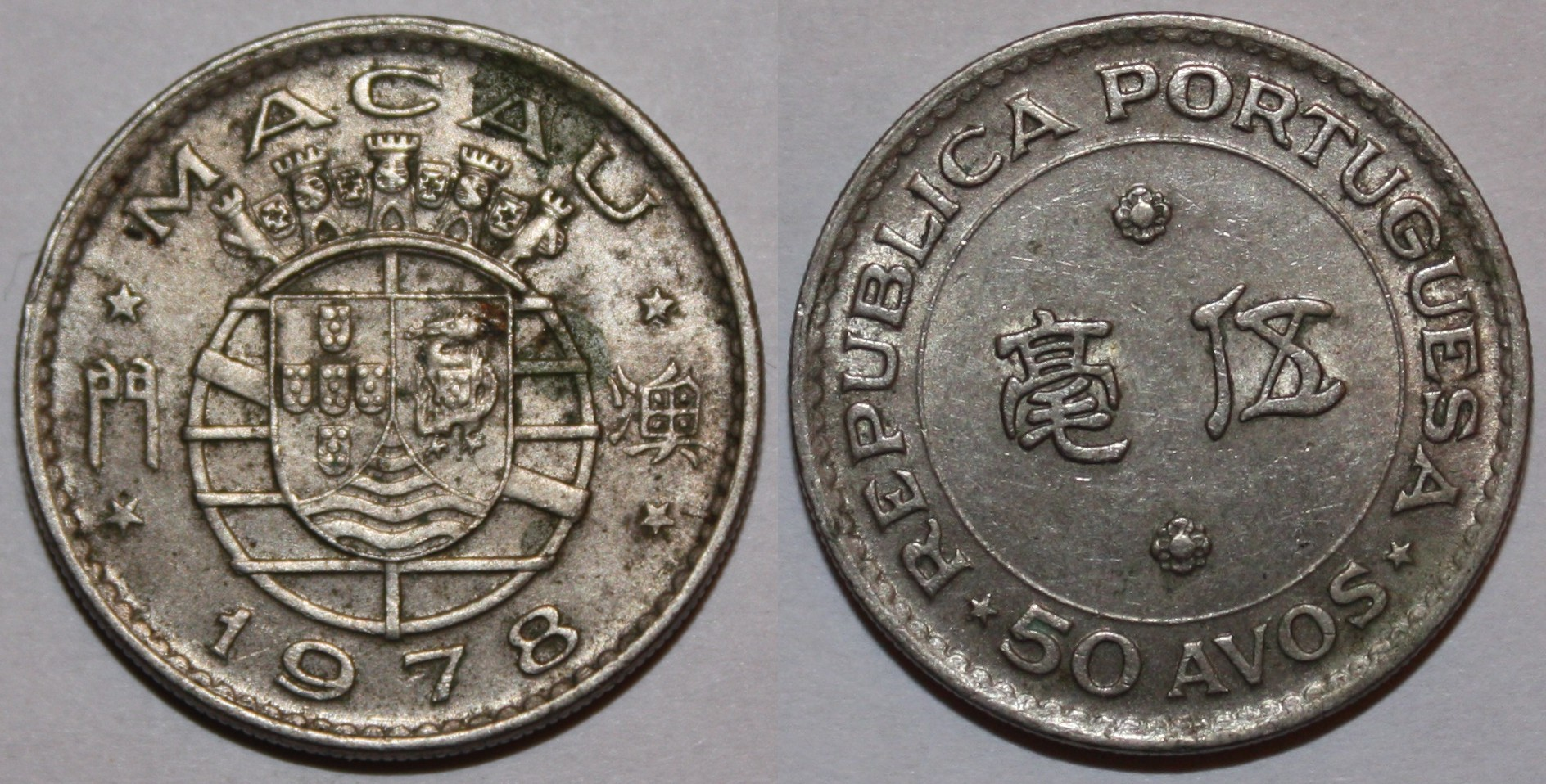
50 аво, 1978
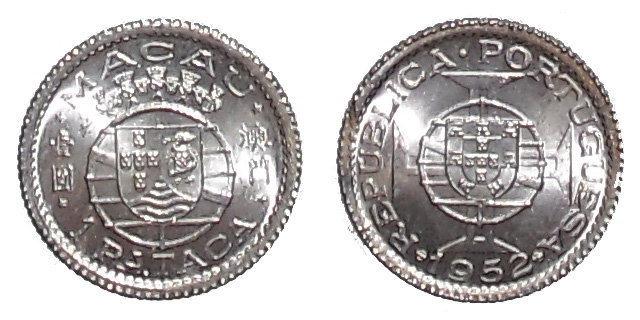
1 патака, 1952
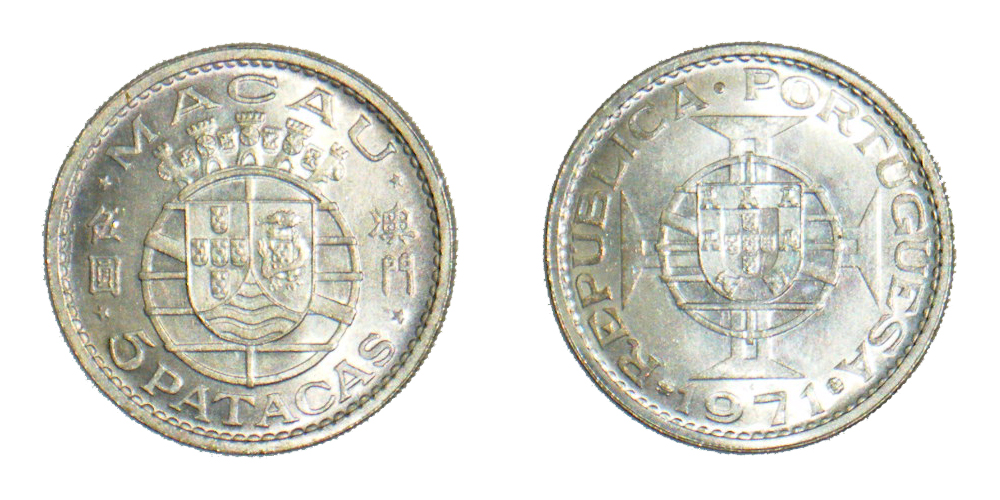
5 патак, 1971

- 50 аво, 1982
- 10 аво, 1988
- 20 аво, 1982

- 10 аво, 2007
- 50 аво, 1993
- 1 патака, 2007
- 5 патак, 2007

## Режим валютного курсу
Курс патаки прив'язаний до гонконгського долара (у співвідношенні 1 HKD = 1,03 MOP), який, у свою чергу, прив'язаний до долара США (у співвідношенні 1 USD ≈ 7,8 HKD).